# Havnegade (København)
Havnegade er en gade i København, der løber langs havnebassinet i Københavns Havn fra Nyhavn ned til Nationalbankens bygning, hvorfra Havnegade løber mod Holmens Kanal.
Gadens mest kendte ejendom er formentlig Gammelholm Toldkammer, den gamle færgeterminal og indfortoldningsbygning, der i dag er bedre kendt under navnet Custom House. Bortset fra Gammelholm Toldkammer er der ikke bebyggelse på den del af gaden, der ligger ud mod havnebassinet. Bebyggelsen på den anden side af Havnegade består af ældre etageejendomme med blandet bolig og erhverv, herunder et kontorhotel. Hotellet Copenhagen Strand er beliggende i gaden, der ligeledes huser en række restauranter.
Der afgår i dag færge til Hven fra Havnegade og ud for Havnegade 31 ligger SAGA Queen, et Restaurant Cruise skib.

## Historie
Gaden ligger i kvarteret Gammelholm. Området var indtil 1859 en del af Orlogsværftet men blev derefter reguleret og fyldt op, så der kunne anlægges ni nye gader. En af dem var Havnegade, der blev navngivet i 1864. Ligesom de øvrige gader i kvarteret blev den primært bebygget med etageejendomme i løbet af 1860'erne og 1870'erne.
En af de bygninger, der blev opført i kvarteret, var et nyt hovedsæde for Nationalbanken, der blev opført ved Holmens Kanal i 1865-1870. De fik imidlertid pladsmangel, så efter at have opført en tilbygning på hjørnet af Havnegade begyndte de at opkøbe de tilstødende ejendomme mellem Holmens Kanal, Havnegade og Niels Juels Gade. I første omgang blev de indrettet til kontorer, men tanken var på sigt at rive dem ned til fordel for en ny bankbygning.
I 1961 blev der udskrevet en arkitektkonkurrence om en ny bygning for Nationalbanken, der blev vundet af Arne Jacobsen. Da banken skulle være i funktion i hele byggeperioden, måtte byggeriet ske i etaper fra 1965 til 1978. Arne Jacobsen nåede dog ikke at se den færdige bygning, idet han døde i 1971. I stedet blev arbejdet blev videreført af arkitektfirmaet Dissing+Weitling. Den markante bygning anses i dag for at være et af Arne Jacobsens hovedværker. Den består af en lav del mod vest af hensyn til naboen Holmens Kirke og en femetages hovedbygning mod øst. Indeni hovedbygningen er der to lysgårde med taghaver ovenpå stueetagen, så der kan komme dagslys ind i bygningen. Hovedindgangen er fra Havnegade. Bygningen blev fredet i 2009.
Fælles for Gammelholm var i øvrigt, at kvarteret blev tæt bebygget fra starten. Gaderne så godt nok pæne ud med mange dekorerede facader, men i gårdene bag dem blev der bygget mange baghuse, sidehuse, skure og værksteder. Efter den tabte 2. Slesvigske Krig i 1864 havde staten brug for penge, og pladsen skulle derfor udnyttes. Først et århundrede senere begyndte man at sanere. En af de første steder var karreen Herluf Trolles Gade / Holbergsgade / Nyhavn / Havnegade, hvor 12-14 baghuse blev revet ned i 1967-1969. I stedet blev der anlagt et fælles gårdanlæg med et garageanlæg nedenunder. I karreen Herluf Trolles Gade / Havnegade / Cort Adelers Gade overfor stod Charlotte Skibsted for anlæggelsen af et gårdanlæg i 1990. Det blev præmieret af Københavns Kommune i 1991.
I 1996 fandt man et skibsvrag i Havnegade under udgravningerne til Københavns Metro. Vraget er blevet dateret til omkring 1580 og har fået navnet Havnegadevraget.
Københavns Internationale Sandskulptur Festival 2013 blev afholdt i Havnegade.

## Ejendomme i gaden
Hjørneejendommen Niels Juels Gade 15 / Havnegade 21 blev opført for forsikringsselskabet Søassurancen Danmark i 1870. Bygningen er primært holdt røde mursten og med et afrundet hjørne. Nr. 23 er en treetagers renæssancelignende bygning, der blev opført efter tegninger af Ferdinand Meldahl i 1865-1865. Den blev oprindeligt bygget som navigationsskole men kom senere til at huse Statsanstalten for Livsforsikring. Siden har der været ministerialkontorer. Hjørneejendommen Havnegade 27 / Tordenskjoldsgade 34-34A er en fireetages bygning fra 1932. Det afrundede hjørnefag er beklædt med sandsten, der også er benyttet til indramning af vinduerne på resten af bygningen, kordongesimsen og en port til Tordenskjoldsgade.
Levins Gård i Havnegade 29 / Tordenskjoldsgade 33 er en oprindeligt palæagtig villa med to etager og en mansardetage. Hjørnet er skråt afskåret men forsynet med en toetages karnap med en balkon øverst. Bygningen blev opført af J.D. Herholdt for grosserer Martin Levin i 1865-1866 og fredet i 1978.
Nr. 37 blev opført i 1869-1870 og har blandt andet rummet en æskefabrik. Nu holder hotellet Copenhagen Strand til her og i det tilhørende baghus. Nr. 39 fra 1869 består af et smalt forhus og et større pakhus bagtil. På facaden ud mod Havnegade vidner teksten "Aktieselskabet Nordisk Frøkontor" om tidligere tiders aktivitet på stedet. Hjørneejendommen Cort Adelers Gade 9 / Havnegade 43 fra 1872 gør sig bemærket med sine hvidt indrammede vinduer og flere hvide lisener på den ellers murstensrøde facade. Havnegade 45-47 blev opført af murermester Larsen og persiennefabrikant Nielsen i 1875. Facaden er rigt dekoreret med relieffer, mæanderbort og rosetter.
I nr. 44 ligger Gammelholm Toldkammer. Den er en tidligere terminal og toldsted fra tiden, hvor der var færgeforbindelse til Sverige. Efter Flyvebådene ophørte i 2002 blev ejendommen ombygget og givet nyt navn "Custom House" og omdannet til 3 restauranter. Ejendommen, der også kaldes "penalhuset" er tegnet af arkitekt Kristoffer Varming og opført i markant funkisstil i 1937.
Hjørneejendommen Herluf Trolles Gade 28 / Havnegade 49 er udsmykket med flittig brug af pilastre på anden til fjerde sal og med små hoveder over vinduerne på første sal. Den blev opført i 1871 for murermester A. Aagaard. I nyere tid er der indrettet en tagetage efter tegninger af Cubus Arkitektfirma I/S. På hjørnet, hvor DSB i tid reklamerede for Øresundsbådene, er der opsat et toetages tårn beklædt med zink. Herluf Trolles Gade 25 / Havnegade 51 overfor blev opført af murermester N. Petersen i 1871. I hvert fald fra 1895 til 1911 lå her Hotel Kongen af Sverige. Ejendommen har en forholdsvis simpel grå facade men med altaner på det afrundede hjørne.
Hjørneejendommen Havnegade 55 / Nyhavn 44 er Navigatørernes Hus opført i 1874 af tømrermester (Harald?) Olsen, der opførte en række af gadens ejendomme. Ejendommens kuppel er udformet som en dykkerklokke og ejendommens facade er ornamenteret af bl.a. karyatider. Georg Brandes boede i ejendommen i tiden fra 1892 til 1904.

## Trafikalt
Langs havnekajen er af Københavns kommune anlagt en havnepromenade med et bredt areal for gående samt cykelsti.
Gaden er ensrettet i det meste af gadens forløb. Fra Nyhavn mod Cort Adelers Gade er Havnegade ensrettet i sydgående retning og mellem Peder Skrams Gade og Cort Adelers Gade er Havnegade ensrettet i nordgående retning. Mellem Peder Skrams Gade og Børsbroen er Havnegade ensrettet i sydlig/vestlig retning. Kun på stykket mellem Børsbroen og Holmens Kanal er biltrafik mulig i begge retninger.

### Inderhavnsbroen
Ved Nyhavn ligger den 180 m lange gang- og cykelbro Inderhavnsbroen, der går over havnebassinet til Christianshavn. Sammen med Trangravsbroen og Proviantbroen giver den en nem forbindelse på tværs af havnen for gående og cyklister. Desuden forbinder de Nyhavn og Gammelholm med Operaen på Holmen.
Broen er designet af tegnestuen Studio Bednarski. Opførelsen blev påbegyndt i 2011 men blev forsinket flere gange, blandt andet fordi entreprenørselskabet E. Pihl & Søn, der stod for opførelsen, gik konkurs. Broen blev åbnet 7. juli 2016.

### Flyvebådene
I perioden fra 1965 til 2002 afgik Flyvebådene til Malmø fra Havnegade. Sidste dag var 30. april 2002, hvor flyvebådene Svalan og Söbjörnen takkede af. Scandlines, der på det tidspunkt drev ruten, lukkede den, da den ikke kunne konkurrere med Øresundsforbindelsen, der var åbnet i 2000.
Scandlines konkurrerede i en årrække med Pilen, der sejlede med flyvebåde på samme rute. De sejlede sidste gang 14. oktober 2000, da de heller ikke kunne klare sig i konkurrencen med Øresundsforbindelsen.
Dér hvor katamaranfærgerne i sin tid lå, lå på et tidspunkt fyrinspektionsskibet H. V. Ravn. Skibet blev flyttet, da Inderhavnsbroen skulle opføres.